# Сорбінова кислота
Сорбінова кислота (2,4-гександіенова кислота) — одноосновна ненасичена карбонова кислота аліфатичного ряду. Сорбінова кислота — це харчова добавка, синтетичний консервант (Е200), являє собою кислуваті на смак моноклінні безбарвні кристали, які слабо пахнуть та нерозчинні у воді. Кристали сорбінової кислоти добре розчинні у спирті.

## Загальні відомості
Сорбінова кислота застосовується з метою консервації та запобігання пліснявіння безалкогольних напоїв, соків плодовоягідних, хлібобулочних кондитерських виробів (мармелад, джеми, варення, креми), а також зернистої ікри, сирів, напівкопчених ковбас та при виробництві згущеного молока для запобігання його потемніння (перешкоджає розвитку шоколадно-коричневої плісняви). Так само застосовується також для обробки пакувальних матеріалів для харчових продуктів.

## Особливості сорбінової кислоти
- висока антимікробна дія;
- не змінює органолептичних властивостей харчових продуктів;
- не є токсичною;
- не виявляє канцерогенних властивостей;
- надає сприятливу біологічну дію на організм (підвищує імунологічну реактивність та детоксикуючу здатність організму);
- дозволяє збільшити термін зберігання харчових продуктів.

## Фізико-хімічні властивості
Міжнародна назва: Sorbic Acid;
Інші найменування: 2,4-гександіенова кислота, 2,4-Hexadienoic Acid;
CAS No: 110-44-1;
Молекулярна вага: 112,13;
Густина: 1,204 г/см³ (при 20° С);
рКа: 4,77 (при 25 °С);
Розчинність (г в 100 мл розчинника): у етанолі — 12,9, діетиловому ефірі — 5,0, ацетоні — 9,2, бензолі — 2,3, оцтовій кислоті — 12,0, воді — 0,16, CCl4 — 1,3;
Температура плавлення: 134° С;
Температура кипіння: 228° С;
Температура спалаху (у відкритому тиглі): 126,7° С;
Чистота: не менше 99%;
Миш'як: не більше 3 мг/кг;
Важкі метали (Pb): не більше 10 мг/кг;
Вміст води: не більше 0,4%;
Залишок після спалювання: не більше 0,1%;
Умови зберігання: у провітрюваному сухому приміщенні.

## Застосування
Сорбінова кислота дозволена для застосування в усіх країнах світу. Допустимий її вміст у харчових продуктах становить від 0,1 до 0,2%. Внаслідок безсумнівної гігієнічної безпеки, всюди у світі спостерігається тенденція збільшення використання сорбінової кислоти замість інших, менш перевірених консервантів. Її дія спрямована проти цвілевих грибів, дріжджів та бактеріальних форм, перешкоджаючи утворенню мікотоксинів.